# Rekord FAI
Międzynarodowa Federacja Lotnicza (FAI) prowadzi klasyfikację następujących typów rekordów świata i rekordów narodowych w sportach lotniczych. 
Przykładowo w paralotniarstwie i lotniarstwie są to:
- Przelot otwarty - odległość przeleciana przez pilota mierzona od wyznaczonego punktu startu do miejsca lądowania w linii prostej. Dla pobicia rekordu należy go poprawić o co najmniej 1%.
- Przelot docelowy – odległość przeleciana przez pilota pomiędzy dwoma wyznaczonymi przed startem punktami (startu i lądowania).  Dla pobicia rekordu należy go poprawić o co najmniej 1%.
- Przelot docelowo-powrotny -  dla pobicia rekordu należy go poprawić o co najmniej 1%.
- Dystans po trasie trójkąta płaskiego – odległość przeleciana po trasie trójkąta, którego najkrótszy bok stanowi co najmniej 28% długości całej trasy. Dla pobicia rekordu należy go poprawić o co najmniej 1%.
- Prędkość po trasie trójkąta płaskiego 25, 50, 100, 150, 200 i 300 km. Mierzona jest średnia prędkość przelotu. Dla pobicia rekordu należy go poprawić o co najmniej 1%.
- Prędkość po trasie docelowo powrotnej 100, 200 i 300 km (jw.). Dla pobicia rekordu należy go poprawić o co najmniej 1%.
- Przewyższenie - różnica wysokości pomiędzy dwoma skrajnymi wysokościami osiągniętymi podczas jednego lotu. Dopuszczalny jest start za wyciągarką mechaniczną lub z użyciem napędu, jednak w tym wypadku silnik musi zostać wyłączony nie wyżej niż 1000 m powyżej poziomu miejsca startu. Dla pobicia rekordu należy go poprawić o co najmniej 3%.

## Wymagania specjalne
Podczas wykonywania przelotów na dystansie do 100 km (dystans i prędkość) utrata wysokości podczas lotu nie może przekraczać 2% przelecianego dystansu (np. podczas przelotu 50 km różnica poziomów pomiędzy punktem startu i lądowania nie może przekraczać 1 km).
Po osiągnięciu punktu docelowego w przelocie docelowym dozwolone jest kontynuowanie lotu jako przelotu otwartego, w tym wypadku dystans będzie mierzony od punktu startu do punktu lądowania.
Na miejscu startu do bicia rekordu winien być obecny komisarz sportowy wyznaczony przez FAI. 
Przed startem do rekordowego lotu można wypełnić tylko jedną deklarację przelotu, z wyjątkiem deklaracji próby bicia rekordu wysokości, który może być do deklaracji dołączony.
Podczas bicia rekordu pilot winien być wyposażony w barograf lub inny certyfikowany rejestrator lotu, zapis z którego powinien jednoznacznie stwierdzać, że nie nastąpiło międzylądowanie na trasie. Barograf nie jest wymagany jedynie wtedy, gdy przelot wykonywany jest w trakcie zawodów I kategorii FAI, o ile organizator wyrazi zgodę na przygotowanie niezbędnej dokumentacji potwierdzającej wykonanie przelotu. 
Pilot może wystartować z punktu innego niż punkt początkowy mierzonej trasy i wylądować w punkcie oddalonym od końcowego punktu mierzonej trasy pod warunkiem, że punkt początkowy i końcowy trasy są zadeklarowane przez pilota i zostały prawidłowo osiągnięte podczas lotu. Dystans przeleciany przed osiągnięciem punktu początkowego i po osiągnięciu punktu końcowego nie jest zaliczany do rekordu odległości po trasie docelowej.